# Věra Suková
Věra Suková, z domu Pužejová (ur. 13 czerwca 1931 w Uherské Hradiště, zm. 13 maja 1982 w Pradze) – czeska tenisistka, finalistka Wimbledonu w grze pojedynczej, zwyciężczyni French Open w grze mieszanej, kapitan reprezentacji w Fed Cup.
Na przełomie lat 50. i 60. XX w. zaliczała się do czołówki światowej (w 1962 uznana za piątą zawodniczkę na świecie i najlepszą w Europie). Jej największym sukcesem był finał Wimbledonu w singlu w 1962, w którym przegrała z Karen Susman w dwóch setach. W 1957 była półfinalistką French Open, w tej samej edycji tego turnieju triumfowała w grze mieszanej (jeszcze pod nazwiskiem panieńskim), w parze z Jiřím Javorským pokonując Eddę Buding i Luisa Ayalę 6:3, 6:4.
Sukcesy osiągnęła w rywalizacji w Czechosłowacji. W międzynarodowych mistrzostwach kraju wygrywała sześciokrotnie (w grze pojedynczej, ponadto cztery tytuły w deblu i sześć w mikście), w mistrzostwach krajowych Czechosłowacji – jedenastokrotnie (w tym nieprzerwanie w latach 1954–1963, ponadto dziesięć tytułów w deblu i osiem w mikście).
Po zakończeniu kariery pracowała jako trener tenisa. Była kapitanem zespołu czechosłowackiego rywalizującego w Fed Cup w latach 1969–1970 i ponownie 1975–1980, doprowadzając do zdobycia trofeum w 1975. Jako zawodniczka wystąpiła w Fed Cup w dwóch meczach w 1963. Do sukcesów doprowadziła również kadrę narodową juniorek. Opublikowała autobiografię (wspólnie z O. Maskiem) Chcete vyhrát Wimbledon? (1980).
W 1961 wyszła za mąż za Cyrila Suka, późniejszego prezydenta Czechosłowackiej Federacji Tenisowej. Dwoje dzieci z tego małżeństwa również zostało tenisistami światowego formatu – Helena i Cyril junior.